# Qin Liangyu
Qin Liangyu (em chinês:  秦良玉; Xunquim, 1574 — Xunquim, 1648), nome de cortesia Zhensu (字貞素), foi uma general mais conhecida por defender a dinastia Ming dos ataques da dinastia Jin Posterior liderados por Manchus no século XVII.

## Início de vida e educação
Qin Liangyu nasceu em Zhongzhou (忠州), no atual condado de Zhong, Xunquim, filho de pais da etnia Miao. Seu pai, Qin Kui (秦葵), obteve a posição de gongsheng (貢生) no exames para funções públicas. Ele acreditava que as meninas deveriam receber a mesma educação que os meninos, por isso fez com que Qin Liangyu estudasse história e os clássicos confucionistas com seus irmãos. Ela também lhes ensinou artes marciais. Qin Liangyu aprendeu artes marciais mais profundamente do que seus irmãos e tornou-se proficiente em arco e flecha e equitação. Ela também era conhecida por sua habilidade em poesia.

## Casamento com Ma Qiancheng
Em 1595, Qin Liangyu casou-se com Ma Qiancheng (馬千乘), o tusi e xuanfushi (宣撫使; "Comissário Anunciante e Pacificador") do condado de Shizhu, e o acompanhou em pequenas batalhas contra os senhores da guerra locais na fronteira sudoeste da inastia Ming. Eles tinham um bom casamento e ele sempre procurava conselhos dela. Em 1599, quando Yang Yinglong (楊應龍) iniciou uma rebelião em Bozhou (播州; atual Zunyi, Guizhou), Ma Qiancheng levou consigo 3 000 cavaleiros para suprimir a revolta, enquanto Qin Liangyu levou mais 500 para apoiar o seu marido. Eles conseguiram acabar com a rebelião e destruíram os campos dos rebeldes.
Em 1613, Ma Qiancheng ofendeu Qiu Chengyun (邱乘雲), um influente eunuco da corte, e acabou sendo detido e encarcerado. Ele morreu na prisão mais tarde. Qin Liangyu sucedeu a seu marido como xuanfushi do Condado de Shizu. Aqueles sob seu comando eram conhecidos como Cavalaria Branca (白杆兵).

## Resistindo às forças rebeldes em Sichuan
Em 1620, o irmão mais velho de Qin Liangyu, Qin Bangping (秦邦屏), liderou 3 000 Cavaleiros Brancos para Liautum para resistir aos invasores da dinastia Jin Posterior liderada por Manchus. Ele foi morto em combate na Batalha do Rio Hun (渾河之戰).
Em 1623, Qin Liangyu ajudou as forças Ming a suprimir a Rebelião She-An em Sujuão e Guizhou liderada por She Chongming (奢崇明) e An Bangyan (安邦彥). No ano seguinte, seu irmão mais velho, Qin Minping (秦 民 屏), foi morto em batalha pelas forças de An Bangyan.
Em 1630, quando as forças da Jin Posterior forçou o cerco a capital de Ming, Pequim, Qin Liangyu liderou forças de Sichuan para reforçar a capital. O imperador Chongzhen a cobriu de elogios em poesia e presenteou-a com quatro poemas enquanto ela passava por Pequim. Em 1634, quando o exército rebelde de Zhang Xianzhong invadiu Sujuão, Qin Liangyu e seu filho, Ma Xianglin (馬祥麟), lideraram suas tropas para atacar os rebeldes, derrotando-os em Kuizhou (夔州; atual condado de Fengjie, Xunquim) e os expulsou de lá. Em 1640, Qin Liangyu derrotou outra força rebelde liderada por Luo Rucai (羅汝才) em Kuizhou e Wushan. Em reconhecimento às suas contribuições para o Império Ming, o Imperador Chongzhen a nomeou Guardiã do Príncipe Herdeiro (太子太保) e concedeu-lhe o título de "Marquesa Zhongzhen" (忠貞 侯; lit. "Marquesa Leal e Casta").

## Vida posterior e morte
O Império Ming foi derrubado em 1644 por forças rebeldes lideradas por Li Zicheng, e seus antigos territórios foram conquistados pela dinastia Jin Posterior (mais tarde renomeada para Dinastia Qing). Alguns lealistas da Ming formaram um Estado remanescente, a dinastia Ming do Sul, no sul da China para resistir à dinastia Qing. Seu governante nominal, o Imperador Longwu, também concedeu a Qin Liangyu o título de marquesa.
Qin Liangyu controlava parte do condado de Shizhu e sua política de autossuficiência agrícola tornou a sua região atrativa para os refugiados. Ajudou cerca de 100 000 refugiados a se estabelecerem em Shizhu.
Qin Liangyu morreu em 1648 e foi enterrada na atual aldeia Yachun, distrito de Dahe, condado de Shizhu, Xunquim. Ela recebeu o nome póstumo de "Zhongzhen" (忠貞; lit. "Leal e Casta") e deixou um filho, Ma Xianglin (馬祥麟).

## Legado
A vida de Qin Liangyu, junto com suas armas e armaduras, está exposta em um museu no Condado de Shizhu, Xunquim. Existe uma estátua dela no Salão Ganyu do Shibaozhai no condado de Zhong (que foi preservada durante o Projeto das Três Gargantas). Junto com Hua Mulan, Liang Hongyu e He Yufeng, Qin Liangyu é uma das guerreiras mais conhecidas da China.

## Na cultura popular
Qin Liangyu às vezes aparece como uma deusa da porta, geralmente em conjunto com Mu Guiying.
Qin Liangyu é uma das 32 figuras históricas que aparecem como personagens especiais no videogame Romance of the Three Kingdoms XI da Koei.
Qin Liangyu aparece como uma serva jogável da classe Lancer em um jogo de RPG mobile intitulado Fate/Grand Order.